# Indira Radić

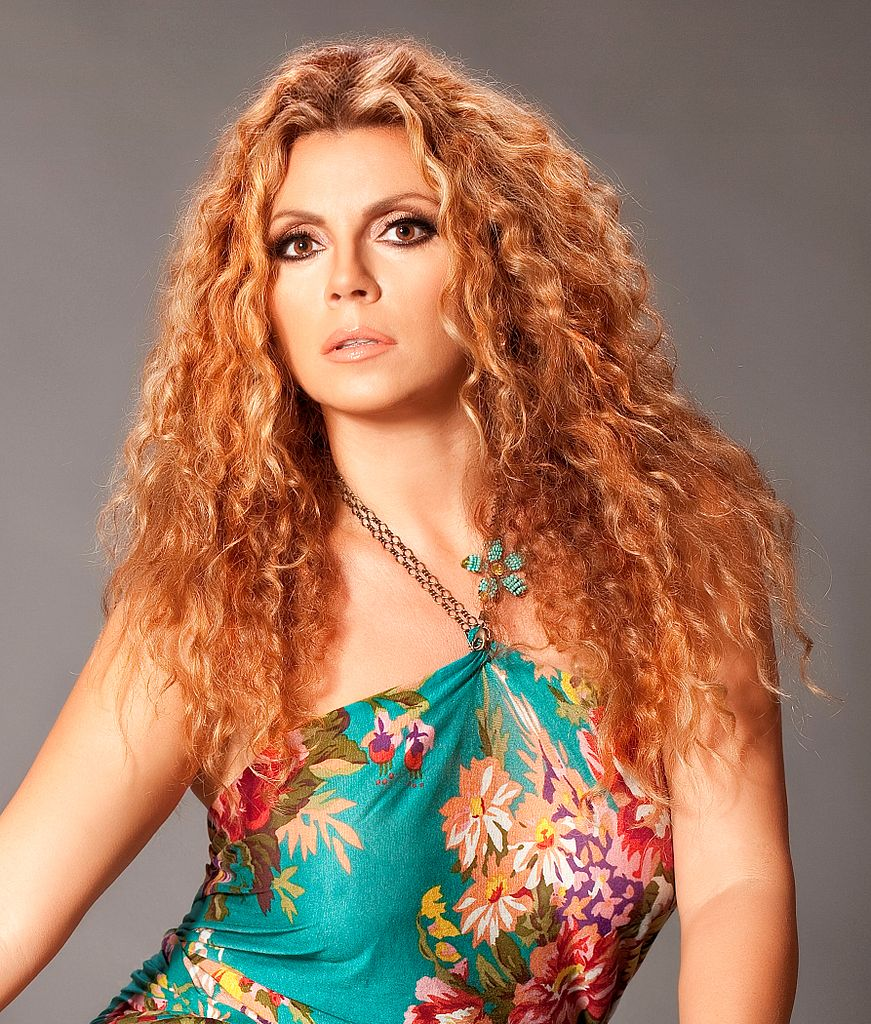
Indira Radić

Indira Radić , serbisch-kyrillisch Индира Радић (* 14. Juni 1966 in Dragalovci, Stanari, SFR Jugoslawien) ist eine bosnisch-serbische Turbo-Folk-Sängerin. Ihren Vornamen bekam sie nach Indira Gandhi.

## Leben und Karriere
Aufgewachsen ist Radić in Dragalovci, zwischen Prnjavor, Doboj und Banja Luka. Sie ist das einzige Kind ihrer Eltern Živko und Rosa. Radić machte zunächst eine Ausbildung zur Krankenschwester in Doboj.
Das erste professionelle Album, Nagrada i kazna, veröffentlichte sie 1992, mit dem Hit Srpkinja je mene majka rodila (Eine serbische Mutter hat mich zur Welt gebracht). Das Album erschien für Južni Vetar aus Belgrad. Später veröffentlichte Indira ihre Alben für ZaM und wechselte mit der Eröffnung von Grand Production zu selbigem Label.
Sie ist populär auf dem gesamten Westbalkan, Slowenien und Bulgarien; ihre auf Serbisch gesungenen Lieder werden oft auf Mazedonisch, Bulgarisch und Slowenisch von dortigen Stars gecovert. Radić singt jedoch nicht nur in ihrer Muttersprache, sondern auch im Duett mit Ivana auf Bulgarisch. In den Nachfolgestaaten Jugoslawiens war die bosnische Serbin zunächst vor allem in Serbien und Montenegro erfolgreich, durch ihre Duette mit Alen Islamović wurde sie auch in Bosnien und Herzegowina bekannt. Mit dem Duett Lopov (mit Islamović) veränderte sie ihren bislang eher volkstümlichen Musikstil und bringt seither Pop- und Dancerhythmen mit ein. Seit 2004 veranstaltet sie auch vermehrt Konzerte in Kroatien und etablierte sich auf dem dortigen Markt ohne größere massenmediale Kontroversen auszulösen.
Im Januar 2009 wurde vom LGBT Internetportal „queeria.com“ veröffentlicht, dass Radić, noch vor der Schauspielerin Lena Bogdanović (Platz 2), der Malerin Biljana Cincarević (Platz 3.), der Sängerin Jelena Karleuša (Platz 4) und anderen, zur beliebtesten Prominenten des Jahres 2008, nach Meinung ihrer Besucher, gewählt wurde. Indira äußerte, in einem Interview für die Tageszeitung „ALO!“, dass sie sich sehr über das Ergebnis freue, sie gegen Diskriminierung jeglicher Art sei, jederzeit zu ihren homosexuellen Fans stehe und sie nicht glaube, dass ihr das, auf dem noch eher patriarchalischen Balkan, schaden könne.

## Diskografie

### Alben
- 1992: Nagrada i kazna
- 1993: Zbog tebe
- 1994: Ugasi me
- 1995: Idi iz života moga
- 1996: Krug
- 1997: Izdajnik
- 1998: Voliš li me ti
- 2000: Milenijum
- 2001: Gde ćemo večeras
- 2002: Pocrnela burma
- 2003: Zmaj
- 2005: Ljubav kad prestane
- 2007: Lepo se provedi
- 2008: Heroji
- 2011: Istok, sever, jug i zapad
- 2015: Niko nije savrsen

### Live-Alben
- 2005: Zvezdi na scenata (mit Ivana)

### Kompilationen
- 2013: Best of

### Singles
- 2001: Gde ćemo večeras (Original: Davut Güloğlu – Nurcanım)
- 2003: Lopov (mit Alen Islamović)
- 2003: Zmaj
- 2003: Bio si mi drag
- 2003: Pedeset godina
- 2004: Moj živote da l'si ziv
- 2005: April
- 2007: Imali smo nismo znali (mit Alen Islamović)
- 2007: Ne Dolaziš U Obzir
- 2011: Dve Muzike
- 2013: Poželela
- 2014: Samo Tuga Ostala (mit Pedja Medenica)
- 2015: Mnogo Si Se Promenio